# إبراهيم الثقفي
إبراهيم الثقفي ( ؟ - 896م). إبراهيم بن محمد بن سعيد بن هلال بن مسعود الثقفي. عالم ومؤرخ من الكوفة، ولكنه أقام بأصبهان. كان على المذهب الزيدي في أول الأمر ثم تحول إلى المذهب الشيعي الإمامي.

## مؤلفاته
له أكثر من خمسين كتابا، منها: كتاب المغازي؛ السقيفة؛ الردة؛ مقتل عثمان؛ الشورى؛ الجمل؛ صفين؛ الحكمان؛ مقتل علي؛ كتاب التاريخ؛ السيرة؛ أخبار يزيد؛ ابن الزبير؛ أخبار عثمان؛ أخبار عمر؛ محمد النفس الزكية وإبراهيم ولدا عبد الله المحض، الغارات الذي ينقل عنه المجلسي كثيرا وكذلك ابن أبي الحديد في شرح نهج البلاغة وابن معصوم في الدرجات الرفيعة.